# Муанг Тонг Юнайтед
Футбольний клуб «Муанг Тонг Юнайтед» або просто «Муанг Тонг Юнайтед» (тай. สโมสรฟุตบอล เมืองทอง ยูไนเต็ด) — тайський футбольний клуб із міста Муанг Тонг Тані. Клуб виступає у Прем'єр Лізі.

## Досягнення
- Чемпіон Таїланду:
  -  Чемпіон (4): 2009, 2010, 2012, 2016
  -  Срібний призер (3): 2013, 2015, 2017

- Перший дивізіон Чемпіонату Таїланду:
  -  Чемпіон (1): 2008

- Другий дивізіон Чемпіонату Таїланду:
  -  Чемпіон (1): 2007

- Кубок Футбольної асоціації Таїланду з футболу:
  -  Володар (1): 2010

- Кубок тайської ліги з футболу:
  -  Володар (2): 2016, 2017

- Кубок Короля Таїланду з футболу:
  -  Володар (1): 2010
  -  Фіналіст (4): 2011, 2013, 2014,2016

- Кубок Чемпіонів Таїланду з футболу:
  -  Володар (1): 2017